# 馬庫斯·菲斯特
馬庫斯·菲斯特（Marcus Pfister，1960年7月30日—）是一位瑞士兒童圖畫書作家和插畫家。
他最著名的作品為繪本《彩虹魚》系列，自1992年出版以來，已被翻譯成60多種語言，銷量超過3000萬冊。該繪本曾被改編為同名電視動畫，於2000年首播。

## 外部連結
- 馬庫斯·菲斯特（德国国家图书馆目录）
- The official website of Marcus Pfister （页面存档备份，存于）
- Featured speaker （页面存档备份，存于）